# Ліканкабур
Ліканкабур (ісп. Licancabur) — симетричний стратовулкан в південній частині кордону між Чилі і Болівією, з абсолютною висотою 5916 метрів над рівнем моря.

## Географія
Вулкан розташований на південь від озера Лагуна-Верде в Болівії і на північний схід від вулкана Хурікес. Вулкан домінує над ландшафтом солончаків Салар-де-Атакама. Кратер вулкана має близько 400 м завширшки і містить озеро розміром 70 на 90 м, що вкрите кригою протягом всього року. Це одне з найвищих озер у світі, яке, незважаючи на холодні температури, що часто опускаються до −30 °C, містить планктонну фауну. Вершина вулкана має відносну висоту 1426 м.
Нещодавня вулканічна активнісь Ліканкабура створила потоки лави, що опускаються на 6 км униз на північний схід, а старіші потоки навіть на 15 км від вершини. Численні руїни інків, розташовані біля вершини, доказують доколумбові сходження і відсутність вивержень протягом останніх 500 — 1 000 років.
Назва «Ліканкабур» є іспанізованою назвою мови кунса, що використовувалася народом атакаменьйо для посилання на вулкан, та означає «гора людей».

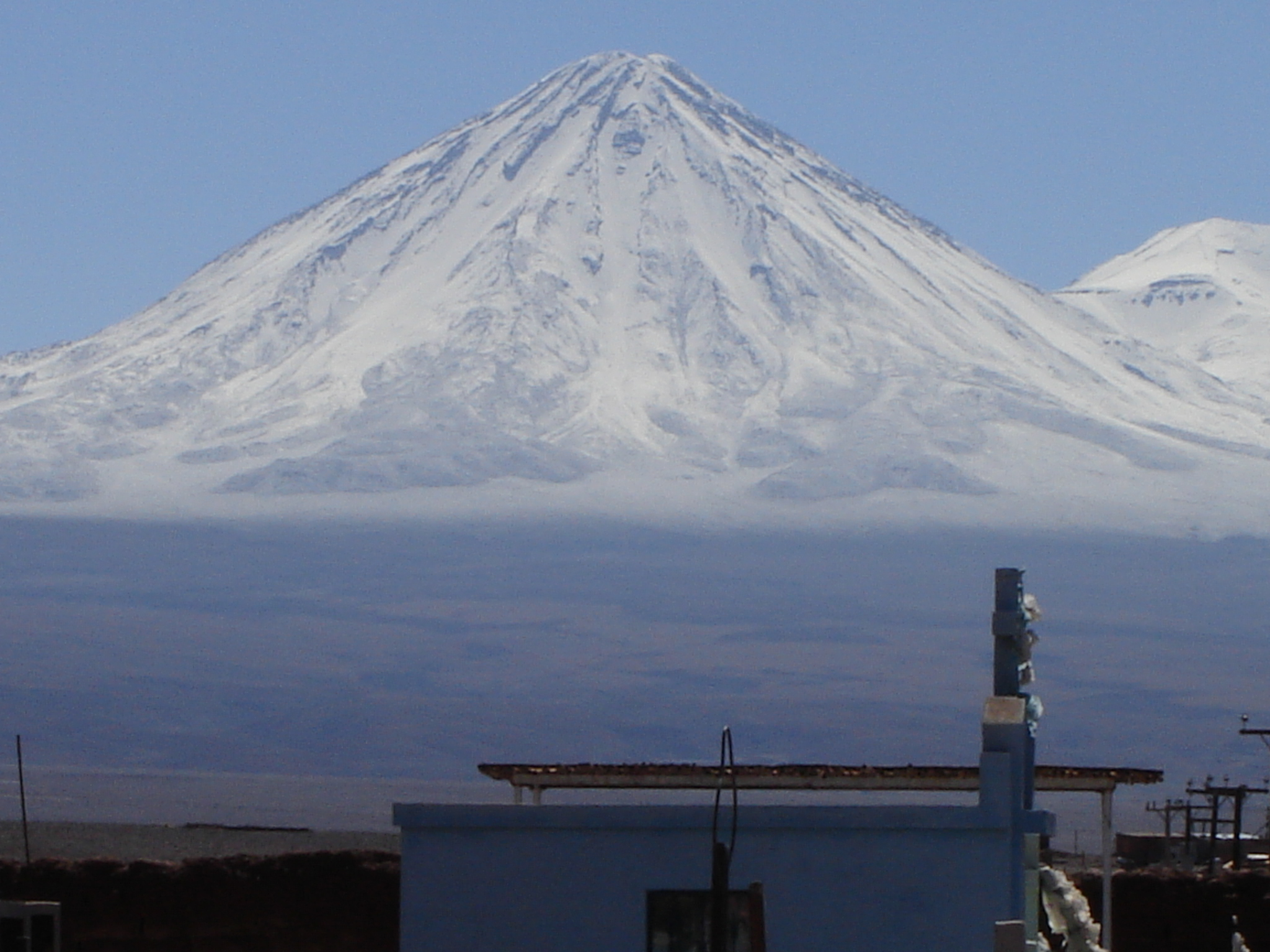
Вигляд Ліканкабура з Сан-Педро-де-Атакама